# القباضي (مذيخرة)

تعديل مصدري - تعديل

القباضي محلة تابعة لقرية العقرمي، التابعة لعزلة الاشعوب بمديرية مذيخرة إحدى مديريات محافظة إب في الجمهورية اليمنية، بلغ تعداد سكانها 378 حسب تعداد اليمن لعام 2004.